# SBS 골프 (텔레비전 프로그램)
《SBS 골프》는 대한민국 SBS에서 매주 화요일 밤 12시 50분에 방송된 골프 전문 프로그램이다. 신설 당시 명칭은 《금요골프》이었으나, 1998년 11월 7일부터 현재의 명칭으로 변경되었다.

## 방송 일정
| 방송 채널 | 방송 기간                           | 방송 시간                   | 방송 분량  |
| --------- | ----------------------------------- | --------------------------- | ---------- |
| SBS TV    | 1991년 12월 27일 ~ 1992년 3월 20일  | 금요일 밤 11:10 ~ 11:55     | 45분       |
| SBS TV    | 1992년 3월 27일 ~ 1993년 4월 30일   | 금요일 밤 10:45 ~ 11:50     | 1시간 5분  |
| SBS TV    | 1993년 7월 23일                     | 금요일 밤 10:45 ~ 11:50     | 1시간 5분  |
| SBS TV    | 1993년 9월 3일 ~ 1993년 9월 17일    | 금요일 밤 10:45 ~ 11:50     | 1시간 5분  |
| SBS TV    | 1993년 5월 7일 ~ 1993년 7월 16일    | 금요일 밤 10:55 ~ 12:00     | 1시간 5분  |
| SBS TV    | 1993년 8월 6일 ~ 1993년 8월 27일    | 금요일 밤 10:55 ~ 12:00     | 1시간 5분  |
| SBS TV    | 1993년 7월 30일                     | 금요일 밤 11:25 ~ 12:30     | 1시간 5분  |
| SBS TV    | 1993년 10월 1일                     | 금요일 밤 11:10 ~ 12:15     | 1시간 5분  |
| SBS TV    | 1993년 10월 15일                    | 금요일 밤 11:20 ~ 12:25     | 1시간 5분  |
| SBS TV    | 1994년 2월 4일 ~ 1994년 4월 1일     | 금요일 밤 11:40 ~ 12:50     | 1시간 10분 |
| SBS TV    | 1994년 4월 8일                      | 금요일 밤 11:30 ~ 12:50     | 1시간 20분 |
| SBS TV    | 1994년 4월 15일                     | 금요일 밤 11:45 ~ 새벽 1:45 | 2시간      |
| SBS TV    | 1994년 4월 22일 ~ 1994년 7월 8일    | 금요일 밤 11:35 ~ 12:50     | 1시간 15분 |
| SBS TV    | 1994년 8월 26일 ~ 1994년 9월 16일   | 금요일 밤 11:35 ~ 12:50     | 1시간 15분 |
| SBS TV    | 1994년 10월 21일                    | 금요일 밤 11:35 ~ 12:50     | 1시간 15분 |
| SBS TV    | 1994년 7월 15일                     | 금요일 밤 11:45 ~ 12:50     | 1시간 5분  |
| SBS TV    | 1994년 7월 22일                     | 금요일 밤 11:35 ~ 새벽 1:30 | 1시간 55분 |
| SBS TV    | 1994년 7월 29일                     | 금요일 밤 11:55 ~ 새벽 1:05 | 1시간 10분 |
| SBS TV    | 1994년 8월 5일 ~ 1994년 8월 12일    | 금요일 밤 11:50 ~ 새벽 1:05 | 1시간 15분 |
| SBS TV    | 1994년 8월 19일                     | 금요일 밤 11:35 ~ 새벽 1:30 | 1시간 55분 |
| SBS TV    | 1994년 9월 23일                     | 금요일 밤 11:45 ~ 새벽 1:00 | 1시간 15분 |
| SBS TV    | 1994년 9월 30일                     | 금요일 밤 11:50 ~ 새벽 1:05 | 1시간 15분 |
| SBS TV    | 1994년 10월 7일                     | 금요일 밤 11:40 ~ 새벽 1:10 | 1시간 30분 |
| SBS TV    | 1994년 10월 14일                    | 금요일 밤 11:40 ~ 12:55     | 1시간 15분 |
| SBS TV    | 1994년 10월 28일                    | 금요일 밤 11:55 ~ 12:50     | 1시간 15분 |
| SBS TV    | 1994년 12월 16일                    | 금요일 밤 11:55 ~ 12:50     | 1시간 15분 |
| SBS TV    | 1994년 11월 4일                     | 금요일 밤 11:55 ~ 새벽 1:05 | 1시간 15분 |
| SBS TV    | 1994년 11월 11일                    | 금요일 밤 11:50 ~ 12:50     | 1시간      |
| SBS TV    | 1994년 12월 2일                     | 금요일 밤 11:50 ~ 12:50     | 1시간      |
| SBS TV    | 1994년 12월 23일                    | 금요일 밤 11:50 ~ 12:50     | 1시간      |
| SBS TV    | 1995년 1월 20일 ~ 1995년 1월 27일   | 금요일 밤 11:50 ~ 12:50     | 1시간      |
| SBS TV    | 1995년 10월 27일 ~ 1996년 2월 16일  | 금요일 밤 11:50 ~ 12:50     | 1시간      |
| SBS TV    | 1996년 3월 8일                      | 금요일 밤 11:50 ~ 12:50     | 1시간      |
| SBS TV    | 1996년 3월 22일                     | 금요일 밤 11:50 ~ 12:50     | 1시간      |
| SBS TV    | 1996년 5월 3일 ~ 1996년 5월 10일    | 금요일 밤 11:50 ~ 12:50     | 1시간      |
| SBS TV    | 1996년 6월 7일 ~ 1996년 6월 21일    | 금요일 밤 11:50 ~ 12:50     | 1시간      |
| SBS TV    | 1996년 7월 5일                      | 금요일 밤 11:50 ~ 12:50     | 1시간      |
| SBS TV    | 1996년 7월 19일                     | 금요일 밤 11:50 ~ 12:50     | 1시간      |
| SBS TV    | 1996년 8월 9일                      | 금요일 밤 11:50 ~ 12:50     | 1시간      |
| SBS TV    | 1996년 9월 13일 ~ 1996년 9월 20일   | 금요일 밤 11:50 ~ 12:50     | 1시간      |
| SBS TV    | 1996년 10월 11일 ~ 1996년 12월 13일 | 금요일 밤 11:50 ~ 12:50     | 1시간      |
| SBS TV    | 1997년 1월 17일                     | 금요일 밤 11:50 ~ 12:50     | 1시간      |
| SBS TV    | 1997년 1월 31일                     | 금요일 밤 11:50 ~ 12:50     | 1시간      |
| SBS TV    | 1997년 2월 14일                     | 금요일 밤 11:50 ~ 12:50     | 1시간      |
| SBS TV    | 1997년 3월 14일                     | 금요일 밤 11:50 ~ 12:50     | 1시간      |
| SBS TV    | 1997년 4월 11일 ~ 1997년 5월 9일    | 금요일 밤 11:50 ~ 12:50     | 1시간      |
| SBS TV    | 1997년 6월 20일 ~ 1997년 6월 27일   | 금요일 밤 11:50 ~ 12:50     | 1시간      |
| SBS TV    | 1994년 11월 18일 ~ 1994년 11월 25일 | 금요일 밤 11:40 ~ 12:50     | 1시간 10분 |
| SBS TV    | 1994년 12월 9일                     | 금요일 밤 11:40 ~ 12:50     | 1시간 10분 |
| SBS TV    | 1995년 2월 3일 ~ 1995년 2월 17일    | 금요일 밤 11:40 ~ 12:50     | 1시간 10분 |
| SBS TV    | 1995년 3월 3일 ~ 1995년 3월 10일    | 금요일 밤 11:40 ~ 12:50     | 1시간 10분 |
| SBS TV    | 1995년 3월 24일 ~ 1995년 4월 14일   | 금요일 밤 11:40 ~ 12:50     | 1시간 10분 |
| SBS TV    | 1995년 7월 21일                     | 금요일 밤 11:40 ~ 12:50     | 1시간 10분 |
| SBS TV    | 1995년 8월 4일 ~ 1995년 9월 1일     | 금요일 밤 11:40 ~ 12:50     | 1시간 10분 |
| SBS TV    | 1995년 1월 13일                     | 금요일 밤 11:45 ~ 12:50     | 1시간 5분  |
| SBS TV    | 1995년 2월 3일                      | 금요일 밤 11:45 ~ 12:50     | 1시간 5분  |
| SBS TV    | 1995년 2월 24일                     | 금요일 밤 12:20 ~ 새벽 1:30 | 1시간 10분 |
| SBS TV    | 1995년 3월 17일                     | 금요일 밤 12:00 ~ 새벽 1:10 | 1시간 10분 |
| SBS TV    | 1995년 4월 21일                     | 금요일 밤 10:45 ~ 11:50     | 1시간 5분  |
| SBS TV    | 1995년 5월 5일 ~ 1995년 5월 12일    | 금요일 밤 10:45 ~ 11:50     | 1시간 5분  |
| SBS TV    | 1995년 5월 26일 ~ 1995년 6월 2일    | 금요일 밤 10:45 ~ 11:50     | 1시간 5분  |
| SBS TV    | 1995년 6월 16일                     | 금요일 밤 10:45 ~ 11:50     | 1시간 5분  |
| SBS TV    | 1995년 6월 30일                     | 금요일 밤 10:45 ~ 11:50     | 1시간 5분  |
| SBS TV    | 1995년 4월 28일                     | 금요일 밤 11:15 ~ 12:15     | 1시간      |
| SBS TV    | 1995년 6월 9일                      | 금요일 밤 12:15 ~ 새벽 1:20 | 1시간 5분  |
| SBS TV    | 1995년 6월 23일                     | 금요일 밤 11:15 ~ 12:20     | 1시간 5분  |
| SBS TV    | 1995년 7월 7일                      | 금요일 밤 11:50 ~ 12:55     | 1시간 5분  |
| SBS TV    | 1995년 7월 14일                     | 금요일 밤 12:10 ~ 새벽 1:20 | 1시간 10분 |
| SBS TV    | 1995년 9월 22일                     | 금요일 밤 11:30 ~ 12:40     | 1시간 10분 |
| SBS TV    | 1995년 10월 13일                    | 금요일 밤 11:30 ~ 12:40     | 1시간 10분 |
| SBS TV    | 1995년 10월 20일                    | 금요일 밤 11:40 ~ 12:40     | 1시간      |
| SBS TV    | 1996년 3월 1일                      | 금요일 밤 12:20 ~ 새벽 1:20 | 1시간      |
| SBS TV    | 1996년 4월 5일                      | 금요일 밤 12:20 ~ 새벽 1:20 | 1시간      |
| SBS TV    | 1996년 10월 4일                     | 금요일 밤 12:20 ~ 새벽 1:20 | 1시간      |
| SBS TV    | 1997년 1월 24일                     | 금요일 밤 12:20 ~ 새벽 1:20 | 1시간      |
| SBS TV    | 1997년 4월 4일                      | 금요일 밤 12:20 ~ 새벽 1:20 | 1시간      |
| SBS TV    | 1997년 5월 16일                     | 금요일 밤 12:20 ~ 새벽 1:20 | 1시간      |
| SBS TV    | 1996년 3월 15일                     | 금요일 밤 12:00 ~ 새벽 1:00 | 1시간      |
| SBS TV    | 1996년 3월 29일                     | 금요일 밤 12:00 ~ 새벽 1:00 | 1시간      |
| SBS TV    | 1996년 4월 12일 ~ 1996년 4월 26일   | 금요일 밤 12:00 ~ 새벽 1:00 | 1시간      |
| SBS TV    | 1996년 5월 17일                     | 금요일 밤 12:00 ~ 새벽 1:00 | 1시간      |
| SBS TV    | 1997년 1월 10일                     | 금요일 밤 12:00 ~ 새벽 1:00 | 1시간      |
| SBS TV    | 1996년 5월 24일 ~ 1996년 5월 31일   | 금요일 밤 12:10 ~ 새벽 1:10 | 1시간      |
| SBS TV    | 1996년 8월 30일                     | 금요일 밤 12:10 ~ 새벽 1:10 | 1시간      |
| SBS TV    | 1997년 3월 7일                      | 금요일 밤 12:10 ~ 새벽 1:10 | 1시간      |
| SBS TV    | 1997년 6월 13일                     | 금요일 밤 12:10 ~ 새벽 1:10 | 1시간      |
| SBS TV    | 1996년 6월 28일                     | 금요일 밤 12:00 ~ 12:50     | 50분       |
| SBS TV    | 1996년 7월 12일                     | 금요일 밤 12:00 ~ 12:50     | 50분       |
| SBS TV    | 1996년 8월 16일                     | 금요일 밤 12:00 ~ 12:50     | 50분       |
| SBS TV    | 1997년 5월 30일                     | 금요일 밤 12:00 ~ 12:50     | 50분       |
| SBS TV    | 1997년 7월 11일                     | 금요일 밤 12:00 ~ 12:50     | 50분       |
| SBS TV    | 1996년 12월 20일                    | 금요일 밤 11:55 ~ 12:50     | 55분       |
| SBS TV    | 1997년 5월 23일                     | 금요일 밤 11:40 ~ 12:50     | 1시간 10분 |
| SBS TV    | 1997년 7월 4일                      | 금요일 밤 11:50 ~ 12:40     | 50분       |
| SBS TV    | 1997년 7월 18일                     | 금요일 밤 12:20 ~ 새벽 1:10 | 50분       |
| SBS TV    | 1997년 7월 25일                     | 금요일 밤 12:25 ~ 새벽 1:15 | 50분       |
| SBS TV    | 1997년 8월 1일 ~ 1997년 8월 22일    | 금요일 밤 11:50 ~ 12:40     | 50분       |
| SBS TV    | 1997년 9월 12일 ~ 1997년 10월 17일  | 금요일 밤 11:50 ~ 12:40     | 50분       |
| SBS TV    | 1997년 8월 29일                     | 금요일 밤 11:35 ~ 12:25     | 50분       |
| SBS TV    | 1997년 9월 5일                      | 금요일 밤 12:00 ~ 12:40     | 40분       |
| SBS TV    | 1997년 10월 31일                    | 금요일 밤 12:00 ~ 12:40     | 40분       |
| SBS TV    | 1997년 11월 21일                    | 금요일 밤 12:00 ~ 12:40     | 40분       |
| SBS TV    | 1997년 10월 24일                    | 금요일 밤 11:50 ~ 12:45     | 55분       |
| SBS TV    | 1997년 11월 7일                     | 금요일 밤 12:30 ~ 새벽 1:15 | 45분       |
| SBS TV    | 1997년 11월 28일                    | 금요일 밤 12:30 ~ 새벽 1:15 | 45분       |
| SBS TV    | 1997년 12월 5일 ~ 1997년 12월 12일  | 금요일 밤 12:10 ~ 12:55     | 45분       |
| SBS TV    | 1998년 1월 9일                      | 금요일 밤 11:55 ~ 12:45     | 1시간 5분  |
| SBS TV    | 1998년 1월 30일                     | 금요일 밤 12:25 ~ 새벽 1:15 | 1시간 5분  |
| SBS TV    | 1998년 2월 6일 ~ 1998년 2월 13일    | 금요일 밤 10:50 ~ 11:50     | 1시간      |
| SBS TV    | 1998년 3월 6일                      | 금요일 밤 11:30 ~ 12:40     | 1시간      |
| SBS TV    | 1998년 3월 13일 ~ 1998년 3월 27일   | 금요일 밤 11:50 ~ 새벽 1:00 | 1시간 10분 |
| SBS TV    | 1998년 4월 3일 ~ 1998년 4월 10일    | 금요일 밤 11:40 ~ 12:50     | 1시간 10분 |
| SBS TV    | 1998년 4월 17일                     | 금요일 밤 11:30 ~ 12:40     | 1시간 10분 |
| SBS TV    | 1998년 4월 24일 ~ 1998년 5월 29일   | 금요일 밤 11:40 ~ 12:50     | 1시간 10분 |
| SBS TV    | 1998년 6월 19일 ~ 1998년 7월 31일   | 금요일 밤 11:40 ~ 12:50     | 1시간 10분 |
| SBS TV    | 1998년 8월 14일 ~ 1998년 8월 28일   | 금요일 밤 11:40 ~ 12:50     | 1시간 10분 |
| SBS TV    | 1998년 9월 11일 ~ 1998년 9월 25일   | 금요일 밤 11:40 ~ 12:50     | 1시간 10분 |
| SBS TV    | 1998년 6월 12일                     | 금요일 밤 11:00 ~ 12:20     | 1시간 20분 |
| SBS TV    | 1998년 8월 7일                      | 금요일 밤 11:50 ~ 새벽 1:00 | 1시간 10분 |
| SBS TV    | 1998년 9월 4일                      | 금요일 밤 11:40 ~ 새벽 1:00 | 1시간 20분 |
| SBS TV    | 1998년 10월 2일                     | 금요일 밤 12:25 ~ 새벽 1:35 | 1시간 10분 |
| SBS TV    | 1998년 10월 23일 ~ 1998년 10월 30일 | 금요일 밤 12:45 ~ 새벽 1:55 | 1시간 10분 |
| SBS TV    | 1998년 11월 7일 ~ 2000년 4월 15일   | 토요일 밤 11:50 ~ 12:50     | 1시간      |
| SBS TV    | 2000년 4월 17일 ~ 2000년 10월 2일   | 월요일 밤 12:35 ~ 새벽 1:35 | 1시간      |
| SBS TV    | 2000년 11월 6일 ~ 2001년 3월 5일    | 월요일 밤 12:35 ~ 새벽 1:35 | 1시간      |
| SBS TV    | 2000년 10월 9일                     | 월요일 새벽 1:20 ~ 2:20     | 1시간      |
| SBS TV    | 2000년 10월 16일                    | 월요일 밤 12:55 ~ 1:55      | 1시간      |
| SBS TV    | 2002년 11월 4일 ~ 2006년 7월 3일    | 월요일 밤 12:55 ~ 1:55      | 1시간      |
| SBS TV    | 2000년 10월 30일                    | 월요일 새벽 1:00 ~ 2:00     | 1시간      |
| SBS TV    | 2012년 11월 12일 ~ 2012년 12월 10일 | 월요일 새벽 1:00 ~ 2:00     | 1시간      |
| SBS TV    | 2016년 4월 18일 ~ 2017년 2월 13일   | 월요일 새벽 1:00 ~ 2:00     | 1시간      |
| SBS TV    | 2001년 3월 12일 ~ 2001년 7월 30일   | 월요일 밤 12:35 ~ 새벽 1:30 | 55분       |
| SBS TV    | 2001년 8월 6일 ~ 2002년 4월 8일     | 월요일 밤 12:45 ~ 새벽 1:40 | 55분       |
| SBS TV    | 2002년 4월 15일                     | 월요일 밤 12:15 ~ 새벽 1:20 | 1시간 5분  |
| SBS TV    | 2002년 4월 22일 ~ 2002년 5월 27일   | 월요일 밤 12:55 ~ 새벽 2:00 | 1시간 5분  |
| SBS TV    | 2002년 7월 8일                      | 월요일 밤 12:45 ~ 새벽 1:45 | 1시간      |
| SBS TV    | 2002년 7월 15일 ~ 2002년 10월 28일  | 월요일 밤 12:45 ~ 새벽 1:55 | 1시간 10분 |
| SBS TV    | 2006년 7월 17일 ~ 2006년 11월 6일   | 월요일 밤 12:55 ~ 1:25      | 30분       |
| SBS TV    | 2007년 1월 8일                      | 월요일 밤 12:55 ~ 1:25      | 30분       |
| SBS TV    | 2008년 11월 3일 ~ 2008년 11월 10일  | 월요일 밤 12:55 ~ 1:25      | 30분       |
| SBS TV    | 2008년 12월 1일                     | 월요일 밤 12:55 ~ 1:25      | 30분       |
| SBS TV    | 2008년 12월 22일 ~ 2009년 1월 12일  | 월요일 밤 12:55 ~ 1:25      | 30분       |
| SBS TV    | 2009년 7월 27일 ~ 2009년 1월 12일   | 월요일 밤 12:55 ~ 1:25      | 30분       |
| SBS TV    | 2007년 1월 15일                     | 월요일 밤 12:50 ~ 새벽 1:20 | 30분       |
| SBS TV    | 2007년 1월 22일 ~ 2007년 8월 13일   | 월요일 밤 12:40 ~ 새벽 1:10 | 30분       |
| SBS TV    | 2007년 8월 27일 ~ 2007년 9월 10일   | 월요일 밤 12:40 ~ 새벽 1:10 | 30분       |
| SBS TV    | 2006년 11월 20일 ~ 2006년 11월 27일 | 월요일 밤 12:45 ~ 새벽 1:15 | 30분       |
| SBS TV    | 2007년 9월 17일 ~ 2008년 2월 11일   | 월요일 밤 12:45 ~ 새벽 1:15 | 30분       |
| SBS TV    | 2008년 6월 30일                     | 월요일 밤 12:45 ~ 새벽 1:15 | 30분       |
| SBS TV    | 2008년 12월 16일                    | 월요일 밤 12:45 ~ 새벽 1:15 | 30분       |
| SBS TV    | 2008년 11월 17일 ~ 2008년 11월 24일 | 월요일 밤 12:45 ~ 새벽 1:15 | 30분       |
| SBS TV    | 2009년 1월 19일 ~ 2009년 7월 20일   | 월요일 밤 12:45 ~ 새벽 1:15 | 30분       |
| SBS TV    | 2009년 8월 10일 ~ 2012년 9월 24일   | 월요일 밤 12:45 ~ 새벽 1:15 | 30분       |
| SBS TV    | 2008년 3월 3일 ~ 2008년 3월 24일    | 월요일 밤 12:40 ~ 새벽 1:20 | 40분       |
| SBS TV    | 2008년 6월 23일                     | 월요일 밤 12:40 ~ 새벽 1:20 | 40분       |
| SBS TV    | 2008년 10월 6일 ~ 2008년 10월 13일  | 월요일 밤 12:40 ~ 새벽 1:20 | 40분       |
| SBS TV    | 2008년 3월 31일 ~ 2008년 4월 7일    | 월요일 밤 12:50 ~ 새벽 1:30 | 40분       |
| SBS TV    | 2008년 4월 14일                     | 월요일 새벽 1:05 ~ 1:45     | 40분       |
| SBS TV    | 2008년 4월 21일                     | 월요일 밤 12:35 ~ 새벽 1:25 | 50분       |
| SBS TV    | 2008년 5월 12일 ~ 2008년 6월 16일   | 월요일 밤 12:35 ~ 새벽 1:25 | 50분       |
| SBS TV    | 2008년 4월 28일                     | 월요일 밤 12:35 ~ 새벽 1:15 | 40분       |
| SBS TV    | 2008년 8월 25일 ~ 2008년 9월 1일    | 월요일 밤 12:35 ~ 새벽 1:15 | 40분       |
| SBS TV    | 2008년 9월 8일                      | 월요일 밤 12:55 ~ 새벽 1:45 | 50분       |
| SBS TV    | 2008년 9월 22일                     | 월요일 밤 12:45 ~ 새벽 1:35 | 50분       |
| SBS TV    | 2008년 10월 20일                    | 월요일 밤 12:35 ~ 새벽 1:25 | 50분       |
| SBS TV    | 2012년 10월 8일                     | 월요일 새벽 1:00 ~ 1:30     | 30분       |
| SBS TV    | 2012년 10월 15일                    | 월요일 새벽 1:10 ~ 2:15     | 1시간 5분  |
| SBS TV    | 2012년 10월 29일                    | 월요일 새벽 1:20 ~ 2:20     | 1시간      |
| SBS TV    | 2012년 11월 5일                     | 월요일 새벽 1:10 ~ 2:00     | 50분       |
| SBS TV    | 2013년 1월 7일 ~ 2013년 10월 14일   | 월요일 새벽 1:10 ~ 2:10     | 1시간      |
| SBS TV    | 2013년 10월 21일 ~ 2014년 5월 19일  | 월요일 새벽 1:05 ~ 2:05     | 1시간      |
| SBS TV    | 2014년 6월 2일 ~ 2015년 12월 14일   | 월요일 새벽 1:05 ~ 2:05     | 1시간      |
| SBS TV    | 2016년 1월 11일                     | 월요일 새벽 1:05 ~ 2:05     | 1시간      |
| SBS TV    | 2014년 5월 26일                     | 월요일 새벽 1:10 ~ 2:10     | 1시간      |
| SBS TV    | 2015년 12월 28일                    | 월요일 새벽 2:05 ~ 3:05     | 1시간      |
| SBS TV    | 2016년 1월 18일 ~ 2016년 2월 1일    | 월요일 새벽 3:05 ~ 4:05     | 1시간      |
| SBS TV    | 2016년 2월 15일 ~ 2016년 4월 11일   | 월요일 새벽 2:00 ~ 3:00     | 1시간      |
| SBS TV    | 2017년 2월 20일 ~ 2017년 5월 15일   | 월요일 밤 12:50 ~ 새벽 1:50 | 1시간      |
| SBS TV    | 2017년 6월 6일 ~ 2017년 11월 14일   | 화요일 새벽 1:00 ~ 2:00     | 1시간      |
| SBS TV    | 2017년 12월 5일                     | 화요일 새벽 1:00 ~ 2:00     | 1시간      |
| SBS TV    | 2019년 4월 16일                     | 화요일 새벽 1:00 ~ 2:00     | 1시간      |
| SBS TV    | 2019년 10월 22일 ~ 2019년 12월 17일 | 화요일 새벽 1:00 ~ 2:00     | 1시간      |
| SBS TV    | 2020년 9월 1일 ~ 2020년 10월 20일   | 화요일 새벽 1:00 ~ 2:00     | 1시간      |
| SBS TV    | 2021년 9월 28일 ~ 2021년 11월 16일  | 화요일 새벽 1:00 ~ 2:00     | 1시간      |
| SBS TV    | 2022년 4월 12일 ~ 2022년 4월 19일   | 화요일 새벽 1:00 ~ 2:00     | 1시간      |
| SBS TV    | 2022년 5월 17일 ~ 2022년 6월 28일   | 화요일 새벽 1:00 ~ 2:00     | 1시간      |
| SBS TV    | 2022년 9월 13일 ~ 2022년 9월 20일   | 화요일 새벽 1:00 ~ 2:00     | 1시간      |
| SBS TV    | 2022년 10월 4일 ~ 2022년 10월 25일  | 화요일 새벽 1:00 ~ 2:00     | 1시간      |
| SBS TV    | 2023년 4월 4일 ~ 2023년 5월 16일    | 화요일 새벽 1:00 ~ 2:00     | 1시간      |
| SBS TV    | 2017년 11월 21일 ~ 2017년 11월 28일 | 화요일 밤 12:50 ~ 새벽 1:50 | 1시간      |
| SBS TV    | 2020년 6월 2일 ~ 2020년 8월 25일    | 화요일 밤 12:50 ~ 새벽 1:50 | 1시간      |
| SBS TV    | 2022년 11월 1일 ~ 2020년 8월 25일   | 화요일 밤 12:50 ~ 새벽 1:50 | 1시간      |
| SBS TV    | 2023년 5월 23일                     | 화요일 밤 12:50 ~ 새벽 1:50 | 1시간      |
| SBS TV    | 2019년 4월 9일                      | 화요일 새벽 1:10 ~ 2:10     | 1시간      |
| SBS TV    | 2019년 8월 6일 ~ 2019년 10월 1일    | 화요일 새벽 1:10 ~ 2:10     | 1시간      |
| SBS TV    | 2021년 9월 7일                      | 화요일 새벽 1:10 ~ 2:10     | 1시간      |
| SBS TV    | 2022년 4월 26일 ~ 2022년 5월 10일   | 화요일 새벽 1:10 ~ 2:10     | 1시간      |
| SBS TV    | 2022년 7월 5일 ~ 2022년 9월 6일     | 화요일 새벽 1:10 ~ 2:10     | 1시간      |
| SBS TV    | 2022년 9월 27일                     | 화요일 새벽 1:10 ~ 2:10     | 1시간      |
| SBS TV    | 2019년 7월 2일                      | 화요일 밤 12:35 ~ 1:30      | 55분       |
| SBS TV    | 2019년 7월 9일 ~ 2019년 7월 30일    | 화요일 밤 12:30 ~ 새벽 1:30 | 1시간      |
| SBS TV    | 2019년 10월 8일 ~ 2019년 10월 15일  | 화요일 밤 12:30 ~ 새벽 1:30 | 1시간      |
| SBS TV    | 2023년 5월 30일 ~ 2023년 8월 15일   | 화요일 밤 12:30 ~ 새벽 1:30 | 1시간      |
| SBS TV    | 2020년 10월 27일                    | 화요일 밤 12:55 ~ 새벽 1:55 | 1시간      |
| SBS TV    | 2021년 8월 31일                     | 화요일 밤 12:55 ~ 새벽 1:55 | 1시간      |
| SBS TV    | 2020년 11월 3일 ~ 2020년 11월 24일  | 화요일 새벽 1:05 ~ 2:05     | 1시간      |
| SBS TV    | 2021년 4월 20일                     | 화요일 밤 12:35 ~ 1:35      | 1시간      |
| SBS TV    | 2021년 5월 4일 ~ 2021년 5월 25일    | 화요일 밤 12:35 ~ 1:35      | 1시간      |
| SBS TV    | 2021년 4월 27일                     | 화요일 밤 12:45 ~ 1:45      | 1시간      |
| SBS TV    | 2021년 6월 1일                      | 화요일 새벽 1:35 ~ 2:35     | 1시간      |
| SBS TV    | 2021년 6월 8일 ~ 2021년 6월 15일    | 화요일 새벽 1:15 ~ 2:15     | 1시간      |
| SBS TV    | 2021년 6월 22일                     | 화요일 새벽 1:20 ~ 2:20     | 1시간      |
| SBS TV    | 2021년 8월 17일 ~ 2021년 8월 24일   | 화요일 새벽 1:20 ~ 2:20     | 1시간      |
| SBS TV    | 2021년 6월 29일 ~ 2021년 7월 6일    | 화요일 새벽 1:30 ~ 2:30     | 1시간      |
| SBS TV    | 2023년 8월 22일 ~ 현재              | 화요일 밤 12:20 ~ 새벽 1:20 | 1시간      |

## 출연진
- 최영주
- 김재열

### 역대 해설위원
- 문기수

## 네트워크 방송사
- 2011년 10월 10일부터 개칭한 G1의 경우, 방송 당시 GTB 강원민방 명칭을 2011년 10월 9일까지 표기하였다.

| 방송 권역      | 방송사 | 비고            |
| -------------- | ------ | --------------- |
| 수도권         | SBS    | 프로그램 제작국 |
| 부산·경남      | KNN    | 1995년부터 시작 |
| 대구·경북      | TBC    | 1995년부터 시작 |
| 대전·충남·세종 | TJB    | 1995년부터 시작 |
| 광주·전남      | kbc    | 1995년부터 시작 |
| 울산           | ubc    | 1997년부터 시작 |
| 전북           | JTV    | 1997년부터 시작 |
| 충북           | CJB    | 1997년부터 시작 |
| 강원           | G1     | 2001년부터 시작 |
| 제주           | JIBS   | 2002년부터 시작 |

## 참고 사항
- 방송 초창기에는 지역 민영방송으로 전환되기 이전까지 수도권을 중심으로 송출되었으며, 특히 심야 시간대에는 가구당 시청 점유율이 30%대에 이를 정도로 높은 인기를 기록하였다.
- 1999년 6월 1일 《SBS 골프》 채널이 신설된 이후에도 해당 프로그램은 정규 편성에서 제외되었으나, 현재까지도 완전히 종영되지는 않았으며 비정기적으로 방송되고 있다.